# پیتاواستاتین
پیتاواستاتین (انگلیسی: Pitavastatin) عضوی از داروهای کاهش دهنده کلسترول خون از دسته استاتین‌ها است.
این دهرو مانند سایر استاتین‌ها، این یک مهارکننده HMG-CoA ردوکتاز، آنزیمی است که نخستین مرحله سنتز کلسترول را کاتالیز می‌کند.

## کاربرد پزشکی
مانند سایر استاتین‌ها، پیتاواستاتین برای هیپرکلسترولمی (کلسترول بالا) و برای پیشگیری از بیماری‌های قلبی عروقی تجویز می‌شود.
این دارد اثرات خنثی یا احتمالاً مفیدی بر روی کنترل گلوکز دارد. در نتیجه، احتمالاً پیتاواستاتین برای بیماران مبتلا به سندرم متابولیک به همراه LDL بالا، HDL پایین و دیابت مناسب است.

## عوارض جانبی
عوارض جانبی آن (سردرد، ناراحتی معده، تست‌های غیرطبیعی عملکرد کبد و گرفتگی عضلات) مانند سایر استاتین‌ها بود. پیتاواستاتین یک استاتین لیپوفیلیک است.